# Leichtathletik-U20-Südamerikameisterschaften 2019
Die 43. Leichtathletik-U20-Südamerikameisterschaften fanden vom 14. bis zum 16. Juni 2019 in der kolumbianischen Stadt Cali statt. Damit fanden die Juniorenmeisterschaften zum sechsten Mal in Kolumbien statt, zum zweiten Mal in Cali nach 1970.

## Ergebnisse

### Männer

#### 100 m
| Platz | Athlet                   | Land | Zeit (s) |
| ----- | ------------------------ | ---- | -------- |
| 1     | Erik Cardoso             | BRA  | 10,23 PB |
| 2     | Lucas Rodrigues da Silva | BRA  | 10,40    |
| 3     | Anderson Marquinez       | ECU  | 10,53    |
| 4     | Joel dos Santos          | ARG  | 10,58    |
| 5     | Franco Florio            | ARG  | 10,63    |
| 6     | Jhon Paredes             | COL  | 10,66    |
| 7     | Jerson Andrés Lasso      | COL  | 10,68    |
| 8     | Steeven Salas            | ECU  | 10,71    |

Datum: 15. Juni
Wind: 0,0 m/s

#### 200 m
| Platz | Athlet                | Land | Zeit (s) |
| ----- | --------------------- | ---- | -------- |
| 1     | Lucas Vilar           | BRA  | 20,71    |
| 2     | Anderson Marquinez    | ECU  | 21,04    |
| 3     | Steeven Salas         | ECU  | 21,44    |
| 4     | Alexander Salazar     | PAN  | 21,48    |
| 5     | Neiker Abello         | COL  | 21,77    |
| 6     | Santiago Bocanegra    | COL  | 22,06    |
| 7     | Frank Arturo Hanssell | PAN  | 22,26    |

Datum: 16. Juni
Wind: −1,4 m/s

#### 400 m
| Platz | Athlet                       | Land | Zeit (s) |
| ----- | ---------------------------- | ---- | -------- |
| 1     | Alison dos Santos            | BRA  | 45,78    |
| 2     | Douglas Mendes               | BRA  | 46,74    |
| 3     | Marco Vilca                  | PER  | 47,41    |
| 4     | Neiker Abello                | COL  | 47,79    |
| 5     | Juan Manuel Mena             | COL  | 49,10    |
| 6     | Vidal Cerna Sebastian Andrés | ESA  | 49,41    |
| 7     | Miguel Maldonado             | ECU  | 49,52    |

Datum: 15. Juni

#### 800 m
| Platz | Athlet                          | Land | Zeit (min)    |
| ----- | ------------------------------- | ---- | ------------- |
| 1     | Marco Vilca                     | PER  | 1:48,86       |
| 2     | Jhonatan Rodríguez              | COL  | 1:49,09 NU20R |
| 3     | Agnaldo Barbosa                 | BRA  | 1:49,38       |
| 4     | Lucas Pinho Leite               | BRA  | 1:540,09      |
| 5     | Luis Arrieta                    | COL  | 1:53,21       |
| 6     | Roberto Orellana                | CHI  | 1:54,86       |
| 7     | Alejandro Enrique Leon Terrazas | BOL  | 2:03,57       |
| 8     | David Manuel Galeano Diesel     | PAR  | 2:03,74       |

Datum: 16. Juni

#### 1500 m
| Platz | Athlet                      | Land | Zeit (min) |
| ----- | --------------------------- | ---- | ---------- |
| 1     | Lucas Pinho Leite           | BRA  | 3:57,82    |
| 2     | Agnaldo Barbosa             | BRA  | 3:59,32    |
| 3     | Hugo Josias Cespedes Franco | PAR  | 4:01,12    |
| 4     | Antony Saenz                | PER  | 4:01,29    |
| 5     | Luis Fabricio Mamani Chambi | BOL  | 4:04,77    |
| 6     | Efrain Santiago Mayorga     | COL  | 4:05,63    |
| 7     | Esteban Alfonso Gonzalez    | COL  | 4:11,22    |
| 8     | Kevin Junior Flores Choque  | BOL  | 4:13,26    |

Datum. 15. Juni

#### 5000 m
| Platz | Athlet                     | Land | Zeit (min) |
| ----- | -------------------------- | ---- | ---------- |
| 1     | Jagannatha Misra Sanchez   | COL  | 15:03,30   |
| 2     | Frank Lujan Sanchez        | PER  | 15:03,32   |
| 3     | Alan Gabriel Andachi Toala | ECU  | 15:03,37   |
| 4     | Jose Luis Chaupin Huamani  | PER  | 15:03,42   |
| 5     | Joel Mamani Colque         | BOL  | 15:56,13   |
| 6     | Francisco Javier Romero    | COL  | 16:27,76   |
| 7     | Valentín Soca              | URU  | 16:48,36   |

Datum: 16. Juni

#### 10.000 m
| Platz | Athlet                      | Land | Zeit (min) |
| ----- | --------------------------- | ---- | ---------- |
| 1     | Alter Alfonso Martin        | COL  | 32:33,11   |
| 2     | Erick Oswaldo Tonguino Josa | ECU  | 32:53,59   |
| 3     | Joel Mamani Colque          | BOL  | 33:03,72   |
| 4     | Evandro da Luz Bandeira     | BRA  | 34:22,73   |
|       | Nestor Augusto Mateus       | COL  | DNF        |

Datum: 15. Juni

#### 10.000 m Gehen
| Platz | Athlet                   | Land | Zeit (min) |
| ----- | ------------------------ | ---- | ---------- |
| 1     | Sebastian Felipe Merchan | COL  | 43:46,33   |
| 2     | Jinson Octavio Octavio   | ECU  | 44:34,63   |
| 3     | Noe Quispe               | PER  | 45:37,89   |
|       | Anderson Cellejas        | COL  | DNF        |
|       | Gilberto Menjivar        | ESA  | DSQ        |

Datum: 15. Juni

#### 110 m Hürden (99 cm)
| Platz | Athlet                   | Land | Zeit (s) |
| ----- | ------------------------ | ---- | -------- |
| 1     | Vinicius Fernando da Luz | BRA  | 13,80    |
| 2     | Adrian Vieira            | BRA  | 13,85    |
| 3     | Martín Sáenz             | CHI  | 13,98    |
| 4     | Yuber Ramos              | COL  | 14,26    |
| 5     | Paolo Crose              | PER  | 14,58    |
| 6     | Luis Maldonado           | PAN  | 14,98    |
| 7     | Domingo Polette          | CHI  | DSQ      |

Datum: 15. Juni
Wind: 0,0 m/s

#### 400 m Hürden
| Platz | Athlet                        | Land | Zeit (s) |
| ----- | ----------------------------- | ---- | -------- |
| 1     | Caio de Almeida               | BRA  | 51,02    |
| 2     | Damián Moretta                | ARG  | 51,02    |
| 3     | Pedro Garrido                 | ARG  | 52,15    |
| 4     | Fabio Henrique da Silva Lima  | BRA  | 53,74    |
| 5     | Sebastian Barrera Ballesteros | COL  | 55,19    |
| 6     | Luís Elespuru                 | PER  | 55,30    |
| 7     | Yohan Steven Mesa             | COL  | 56,61    |

Datum: 16. Juni

#### 3000 m Hindernis
| Platz | Athlet                          | Land | Zeit (min) |
| ----- | ------------------------------- | ---- | ---------- |
| 1     | Juan Sebastian Ascanio          | COL  | 9:15,34    |
| 2     | Julio Palomino                  | PER  | 9:16,61    |
| 3     | Luis Fabricio Mamani Chambi     | BOL  | 9:24,37    |
| 4     | Brian Codoceo                   | CHI  | 9:48,11    |
| 5     | Alan Gabriel Andachi Toala      | ECU  | 9:55,81    |
| 6     | Leonardo Ferreira do Nascimento | BRA  | 10:07,01   |
| 7     | Diego Alejandro Munoz           | COL  | 10:18,60   |

Datum: 16. Juni

#### 4 × 100 m Staffel
| Platz | Land      | Athleten                                                                         | Zeit (min) |
| ----- | --------- | -------------------------------------------------------------------------------- | ---------- |
| 1     | Brasilien | Erik Cardoso Lucas Rodrigues da Silva Thiago Henrique Fonseca Santos Lucas Vilar | 40,30      |
| 2     | Kolumbien | Jerson Andres Lazo Jhon Paredes Yuber Ramos Milanes Luis Saltarin                | 40,63      |
| 3     | Ecuador   | Anderson Marquinez Steeven Salas Jesus Daniel Mina Micolta Katriel Angulo        | 41,09      |
| 4     | Chile     | Luis Reyes Martín Sáenz Matias Gonzalez Poggini Domingo Poletto Barreau          | 42,41      |

Datum: 15. Juni

#### 4 × 400 m Staffel
| Platz | Land      | Athleten                                                         | Zeit (min) |
| ----- | --------- | ---------------------------------------------------------------- | ---------- |
| 1     | Brasilien | Fábio Henrique Lima Douglas Mendes Bruno da Silva Caio Teixeira  | 3:09,37    |
| 2     | Kolumbien | Neiker Abello Samuel Cortes Juan Mena Jhonatan Rodríguez         | 3:13,43    |
| 3     | Ecuador   | Anderson Marquinez Steeven Salas Katriel Angulo Miguel Maldonado | 3:18,76    |
| 4     | Chile     | Martín Sáenz                                                     | 3:28,94    |

Datum: 16. Juni

#### Hochsprung
| Platz | Athlet                            | Land | Höhe (m) |
| ----- | --------------------------------- | ---- | -------- |
| 1     | Elton Junio dos Santos Petronilho | BRA  | 2,12     |
| 2     | Tomas Ferrari                     | ARG  | 2,12     |
| 3     | Ricardo Andrés Mireles            | VEN  | 2,12     |
| 4     | David Bosquez                     | PAN  | 2,12 PB  |
| 5     | Pedro Álamos                      | CHI  | 2,06     |
| 5     | Mauro Pons                        | URU  | 2,06     |
| 7     | Francisco Moraga                  | CHI  | 2,06     |
| 7     | Justin Herrera                    | ECU  | 2,06     |

Datum: 16. Juni

#### Stabhochsprung
| Platz | Athlet                     | Land | Höhe (m) |
| ----- | -------------------------- | ---- | -------- |
| 1     | Pablo Zaffaroni            | ARG  | 5,00     |
| 2     | Dyander Pacho              | ECU  | 4,90     |
| 3     | José Tomas Nieto           | COL  | 4,80     |
| 4     | Sebastián Martin           | CHI  | 4,80     |
| 5     | Santiago Thomson Rodriguez | COL  | 4,60     |
| 6     | Jaime Wood                 | CHI  | 4,60     |

Datum: 16. Juni

#### Weitsprung
| Platz | Athlet            | Land | Weite (m) |
| ----- | ----------------- | ---- | --------- |
| 1     | Joel dos Santos   | ARG  | 7,53      |
| 2     | Adrian Vieira     | BRA  | 7,23      |
| 3     | Bruno Yoset       | URU  | 7,20      |
| 4     | Juan David Moreno | COL  | 7,20      |
| 5     | Adrián Reyes      | PAN  | 7,05      |
| 6     | Guillermo Herrera | PER  | 6,90      |

Datum: 16. Juni

#### Dreisprung
| Platz | Athlet                | Land | Weite (m) |
| ----- | --------------------- | ---- | --------- |
| 1     | Arnovis Dalmero       | COL  | 16,52 NUR |
| 2     | Geiner Moreno         | COL  | 15,81     |
| 3     | Flávio Barbosa Farias | BRA  | 15,60     |
| 4     | Frixon Chila          | ECU  | 15,11     |
| 5     | Luciano Méndez        | ARG  | 14,85     |
| 6     | Luis Reyes            | CHI  | 14,71     |
| 7     | Md Hossain Murad      | BAN  | 13,64     |
| 8     | Xaipasid Vorachith    | LAO  | 13,29     |

Datum: 10. Juni

#### Kugelstoßen
| Platz | Athlet                       | Land | Weite (m) |
| ----- | ---------------------------- | ---- | --------- |
| 1     | Nazareno Sasia               | ARG  | 19,13     |
|       | Jorge Luis Contreras         | PUR  | 18,30     |
| 2     | Luis Fabio d Cruz Rodrigues  | BRA  | 17,98     |
| 3     | Paul Bouey                   | CHI  | 17,36     |
| 4     | Camilo Reyes                 | CHI  | 17,05     |
| 5     | Juan Guillermo Orejuela      | COL  | 15,83     |
| 6     | Lázaro Bonora                | ARG  | 15,49     |
| 7     | Steven Xavier Cevallos Ortiz | ECU  | 13,80     |

Datum: 15. Juni

#### Diskuswurf
| Platz | Athlet                   | Land | Weite (m) |
| ----- | ------------------------ | ---- | --------- |
| 1     | Claudio Romero           | CHI  | 62,68     |
| 2     | Alan Christian de Falchi | BRA  | 56,87     |
| 3     | Nazareno Sasia           | ARG  | 53,91     |
| 4     | Luiz Mauricio da Silva   | BRA  | 53,76     |
| 5     | Paul Bouey               | CHI  | 53,13     |
| 6     | Lázaro Bonora            | ARG  | 51,13     |
| 7     | Sebastian Juanillo Leon  | COL  | 49,69     |
| 8     | Steven Xavier Cevallos   | ECU  | 48,35     |

Datum: 16. Juni

#### Hammerwurf
| Platz | Athlet                        | Land | Weite (m) |
| ----- | ----------------------------- | ---- | --------- |
| 1     | Julio Nobile                  | ARG  | 69,02     |
| 2     | Juan Ignacio Salazar Mardones | CHI  | 66,07     |
| 3     | Erick Daniel Barbosa          | COL  | 65,41     |
| 4     | Tobias Cacciabue              | ARG  | 64,67     |
| 5     | Daniel Leal                   | CHI  | 64,53     |
| 6     | Mateo Nicolas Brijaldo        | COL  | 59,39     |

Datum: 15. Juni

#### Speerwurf
| Platz | Athlet                       | Land | Weite (m) |
| ----- | ---------------------------- | ---- | --------- |
| 1     | Luiz Mauricio da Silva       | BRA  | 71,17     |
| 2     | Jean Mairongo                | ECU  | 68,30     |
| 3     | William Torres               | ECU  | 67,68     |
| 4     | Luis Fabio da Cruz Rodrigues | BRA  | 65,48     |
| 5     | Gustavo Agustín Osorio       | ARG  | 62,53     |
| 6     | Oneyder García               | COL  | 62,50     |
| 7     | Armando Caballero            | PAN  | 61,92     |
| 8     | Lautaro Techera              | URU  | 60,77     |

Datum: 15. Juni

#### Zehnkampf
| Platz | Athlet            | Land | Weite (m) |
| ----- | ----------------- | ---- | --------- |
| 1     | Jonathan da Silva | BRA  | 6561      |
| 2     | Daniel Mejicano   | VEN  | 6510      |
| 3     | Julio Angulo      | COL  | 6375      |

Datum: 15./16. Juni

### Mädchen

#### 100 m
| Platz | Athletin             | Land | Zeit (s) |
| ----- | -------------------- | ---- | -------- |
| 1     | Lorraine Martins     | BRA  | 11,42    |
| 2     | Shary Vallecilla     | COL  | 11,85    |
| 3     | Angie Saray González | COL  | 11,90    |
| 4     | Katherine Chillambo  | ECU  | 11,99    |
| 5     | Letícia Lima         | BRA  | 12,04    |
| 6     | Anaís Hernández      | CHI  | 12,14    |
| 7     | Guillermina Cossio   | ARG  | 12,21    |
| 8     | Catalina Rios        | JPN  | 12,33    |

Datum: 15. Juni
Wind: +1,0 m/s

#### 200 m
| Platz | Athletin             | Land | Zeit (s) |
| ----- | -------------------- | ---- | -------- |
| 1     | Lorraine Martins     | BRA  | 23,53    |
| 2     | Angie Saray González | COL  | 23,94    |
| 3     | Nicole Caicedo       | ECU  | 24,21    |
| 4     | Shary Vallecilla     | COL  | 24,24    |
| 5     | Letícia Lima         | BRA  | 24,30    |
| 6     | Guillermina Cossio   | ARG  | 24,94    |
| 7     | Anaís Hernández      | CHI  | 25,03    |
| 8     | Aimara Nazareno      | ECU  | 25,06    |

Datum: 16. Juni
Wind: −0,7 m/s

#### 400 m
| Platz | Athletin                      | Land | Zeit (s) |
| ----- | ----------------------------- | ---- | -------- |
| 1     | Maria de Sena                 | BRA  | 53,80    |
| 2     | Berdine Castillo              | CHI  | 55,25    |
| 3     | Eliana Fuentes                | COL  | 55,87    |
| 4     | Andreina Minda                | ECU  | 56,98    |
| 5     | Darly Dyana Camilo Montenegro | COL  | 57,18    |
| 6     | Lucía Sotomayor               | BOL  | 57,64    |
| 7     | Danae Avila                   | CHI  | 58,78    |
|       | Giovana dos Santos            | BRA  | DNS      |

Datum: 15. Juni

#### 800 m
| Platz | Athletin                     | Land | Zeit (min) |
| ----- | ---------------------------- | ---- | ---------- |
| 1     | Eliana Fuentes               | COL  | 2:09,74    |
| 2     | Maria Veronica Perez         | ARG  | 2:09,97    |
| 3     | Berdine Castillo             | CHI  | 2:10,05    |
| 4     | Isabelle Cristina de Almeida | BRA  | 2:12,42    |
| 5     | Sandy Dayana Castro          | COL  | 2:15,40    |
|       | Laura Acuna Vidal            | CHI  | DSQ        |

Datum: 16. Juni

#### 1500 m
| Platz | Athletin                | Land | Zeit (min) |
| ----- | ----------------------- | ---- | ---------- |
| 1     | Laura Acuña             | CHI  | 4:36,85    |
| 2     | Maria Eugenia Fairhurst | ARG  | 4:38,99    |
| 3     | Ana Maria Cifuentes     | COL  | 4:43,55    |
| 4     | Sofia Mamani            | PER  | 4:44,49    |
| 5     | Laura Alexandra Ossa    | PER  | 4:48,22    |
| 6     | Catalina Ulloa          | CHI  | 4:52,50    |
| 7     | Camila Correa           | URU  | 4:55,72    |

Datum: 15. Juni

#### 3000 m
| Platz | Athletin                               | Land | Zeit (min) |
| ----- | -------------------------------------- | ---- | ---------- |
| 1     | Ana Maria Cifuentes Pachon             | COL  | 10:03,93   |
| 2     | Subhadra Devi Sanchez Ocampo           | COL  | 10:05,71   |
| 3     | Maria Eugenia Fairhurst                | ARG  | 10:07,43   |
| 4     | Damaris Daniela Diaz Calderón          | ECU  | 10:27,01   |
| 5     | Jeovana Fernanda Leopoldina dos Santos | BRA  | 10:34,26   |
| 6     | Flor de María Rojas Ramos              | PER  | 10:40,74   |
| 7     | Danu Maribel Flores Ccama              | PER  | 10:42,45   |
| 8     | Catalina Sanhueza Ulloa                | CHI  | 10:51,81   |

Datum: 16. Juni

#### 5000 m
| Platz | Athletin                      | Land | Zeit (min) |
| ----- | ----------------------------- | ---- | ---------- |
| 1     | Sofia Mamani Arizapana        | PER  | 17:40,01   |
| 2     | Alejandra Sierra Jimenez      | COL  | 17:49,10   |
| 3     | Shellcy Esther Sarmiento      | COL  | 18:01,05   |
| 4     | Damaris Daniela Diaz Calderón | ECU  | 18:13,00   |
| 5     | Flor De María Rojas Ramos     | PER  | 19:04,84   |
| 6     | Liz Karina Chaparro Fernandez | PAR  | 19:47,12   |
| 7     | Tamara Rodrigues              | ARG  | 19:54,86   |

Datum: 15. Juni

#### 10.000 m Gehen
| Platz | Athlet                         | Land | Zeit (min) |
| ----- | ------------------------------ | ---- | ---------- |
| 1     | Mary Luz Andia                 | PER  | 47:10,20   |
| 2     | mily Villafuerte               | PER  | 48:12,38   |
| 3     | Mayra Karen Quispe Mancilla    | BOL  | 48:51,22   |
| 4     | Laura Cristina Chalarca Mojica | COL  | 50:41,83   |
| 5     | Natalia Andrea Montaña Arevalo | COL  | 52:41,32   |
| 6     | Ana Jose Sulbaran Gonzalez     | VEN  | 56:35,64   |

Datum: 15. Juni

#### 100 m Hürden
| Platz | Athletin              | Land | Zeit (s) |
| ----- | --------------------- | ---- | -------- |
| 1     | Yoveinny Mota         | VEN  | 13,52    |
| 2     | Nicole Caicedo        | ECU  | 13,74    |
| 3     | Micaela de Mello      | BRA  | 13,75    |
| 4     | Valeria Cabezas       | COL  | 13,97    |
| 5     | María Alejandra Rocha | COL  | 14,31    |
| 6     | Aimara Nazareno       | ECU  | 14,41    |
| 7     | Mariana Olivares      | COL  | 14,71    |

Datum: 15. Juni
Wind: +2,3 m/s

#### 400 m Hürden
| Platz | Athletin                    | Land | Zeit (s)  |
| ----- | --------------------------- | ---- | --------- |
| 1     | Valeria Cabezas             | COL  | 57,10 NUR |
| 2     | Jessica Moreira             | BRA  | 57,28     |
| 3     | Chayenne da Silva           | BRA  | 57,85     |
| 4     | Andreina Minda              | ECU  | 62,06     |
| 5     | Genesis Camila Cabeza Ayovi | ECU  | 64,52     |
| 6     | Candela Belaustegui         | ARG  | 64,99     |
| 7     | Maria Alejandra Gonzalez    | COL  | 66,41     |

Datum. 16. Juni

#### 3000 m Hindernis
| Platz | Athletin                   | Land | Zeit (min) |
| ----- | -------------------------- | ---- | ---------- |
| 1     | Jeovana Fernanda Santos    | BRA  | 11:24,14   |
| 2     | Jazmín Matos               | PER  | 11:35,25   |
| 3     | Ma. Eugenia Once Salinas   | ECU  | 11:40,32   |
| 4     | Paola Andrea Barbosa       | COL  | 12:39,91   |
| 5     | Jennifer Stephanie Fajardo | COL  | 13:01,25   |
| 6     | Daniela Rivera Rivas       | PAR  | 13:05,79   |

Datum: 16. Juni

#### 4 × 100 m Staffel
| Platz | Land      | Athleten                                                                             | Zeit (s) |
| ----- | --------- | ------------------------------------------------------------------------------------ | -------- |
| 1     | Kolumbien | Angie Saray Gonzalez Karen Yajaira Ruiz Shary Vallecilla Shelsy Romero Viafara       | 45,98    |
| 2     | Brasilien | Lorraine Martins Letícia Lima Vida Caetano Barbara Rodrigues da Cunha                | 46,11    |
| 3     | Ecuador   | Aimara Melisa Nazareno Mina Katherine Chillambo Ashley Tais Perea Ponce Nicole Chalá | 46,86    |
| 4     | Chile     | María Hurtado Anaís Hernández Rocío Muñoz María Varas                                | 46,88    |

Datum: 15. Juni

#### 4 × 400 m Staffel
| Platz | Land      | Athleten                                                                 | Zeit (min) |
| ----- | --------- | ------------------------------------------------------------------------ | ---------- |
| 1     | Brasilien | Maria de Sena Lorraine Martins Chayenne da Silva Jessica Moreira         | 3:37,24    |
| 2     | Kolumbien | Darly Montenegro Eliana Fuentes María Alejandra González Valeria Cabezas | 3:45,96    |
| 3     | Chile     | Laura Acuña Berdine Castillo Anaís Hernández Danae Avila                 | 3:53,58    |
| 4     | Thailand  | Phimmada Greeso Weerachat Suwannachot Benny Nontanam Rawiwan Pratike     | 3:48,01 PB |
| 5     | Ecuador   | Andreina Minda                                                           | 4:00,38    |

Datum: 16. Juni

#### Hochsprung
| Platz | Athletin                | Land | Höhe (m) |
| ----- | ----------------------- | ---- | -------- |
| 1     | Arielly Monteiro        | BRA  | 1,73     |
| 2     | Catalina Carcamo        | CHI  | 1,70     |
| 3     | Susan Cañaveral         | COL  | 1,70     |
| 4     | Daniela Muñoz           | PER  | 1,67     |
| 5     | Victoria Claret         | ARG  | 1,67     |
| 6     | Angela Gonzalez         | PAN  | 1,64     |
| 7     | Mónica Montero          | CHI  | 1,64     |
| 8     | Chiara Manassero Bernal | PER  | 1,59     |

Datum. 15. Juni

#### Stabhochsprung
| Platz | Athletin                     | Land | Höhe (m) |
| ----- | ---------------------------- | ---- | -------- |
| 1     | Luciana Gómez-Iriondo        | ARG  | 3,85     |
| 2     | Javiera Contreras            | CHI  | 3,70     |
| 3     | Tatiana Bedoya               | COL  | 3,65     |
| 4     | Sofia Hryncyszynn            | ARG  | 3,50     |
| 5     | Karen Bedoya                 | COL  | 3,40     |
|       | Sophia Laura do Amaral Salvi | BRA  | NM       |

Datum: 15. Juni

#### Weitsprung
| Platz | Athletin               | Land | Weite (m) |
| ----- | ---------------------- | ---- | --------- |
| 1     | Andriele Raiana Zander | BRA  | 6,29      |
| 2     | Lissandra Campos       | BRA  | 6,11      |
| 3     | María Hurtado          | CHI  | 6,06      |
| 4     | Sofía Aylén Levrino    | ARG  | 5,96      |
| 5     | Rocío Muñoz            | CHI  | 5,60      |
| 6     | María Alejandra Rocha  | COL  | 5,59      |
| 7     | Natalia Liñares        | COL  | 5,43      |
| 8     | Genesis Camila Cabeza  | ECU  | 5,19      |

Datum. 15. Juni

#### Dreisprung
| Platz | Athletin                         | Land | Weite (m) |
| ----- | -------------------------------- | ---- | --------- |
| 1     | Maria Vitoria Quirino de Queiroz | BRA  | 12,81     |
| 2     | Nerisnelia dos Santos Sousa      | BRA  | 12,75     |
| 3     | Maria Gracia Varas               | CHI  | 12,33     |
| 4     | Jeyni Valencia                   | COL  | 12,05     |
| 5     | Estrella Lobo                    | COL  | 11,88     |

Datum: 16. Juni

#### Kugelstoßen
| Platz | Athletin                         | Land | Weite (m) |
| ----- | -------------------------------- | ---- | --------- |
| 1     | Javiera Bravo                    | CHI  | 14,80     |
| 2     | Rafaela Cristine Maciel de Sousa | BRA  | 14,61     |
| 3     | Gleice Stefanie de Castro        | BRA  | 14,07     |
| 4     | Lorna Zurita                     | ECU  | 13,64     |
| 5     | Yasira Murillo                   | COL  | 12,89     |
| 6     | Fedra Rayen Florentin            | PAR  | 12,54     |

Datum: 16. Juni

#### Diskuswurf
| Platz | Athletin                     | Land | Weite (m) |
| ----- | ---------------------------- | ---- | --------- |
| 1     | Merari Herrera               | ECU  | 47,87     |
| 2     | Rafaela Cristina da Silva    | BRA  | 47,68     |
| 3     | Brigidh Mayorga              | COL  | 44,26     |
| 4     | Julia Alves                  | BRA  | 42,72     |
| 5     | Javiera Bravo Beroiza        | CHI  | 39,45     |
| 6     | Nereida Santa Cruz Maldonado | ECU  | 35,74     |
| 7     | Michell Corrales Cardenas    | PAN  | 32,84     |

Datum: 16. Juni

#### Hammerwurf
| Platz | Athletin              | Land | Weite (m) |
| ----- | --------------------- | ---- | --------- |
| 1     | Ximena Zorrilla       | PER  | 59,19     |
|       | Naiomi Tirado Ramirez | PUR  | 54,19     |
| 2     | Antonella Creazzola   | VEN  | 54,09     |
| 3     | Josefa Muñoz          | CHI  | 53,25     |
| 4     | Naida Rayén Moraga    | CHI  | 52,27     |
| 5     | Andrea Bárcena        | COL  | 49,13     |
| 6     | Nereida Santa         | ECU  | 46,73     |

Datum. 15. Juni

#### Speerwurf
| Platz | Athletin             | Land | Weite (m) |
| ----- | -------------------- | ---- | --------- |
| 1     | Juleisy Ángulo       | ECU  | 49,83     |
| 2     | Deisiane Teixeira    | BRA  | 49,74     |
| 3     | Avigail Pino         | COL  | 46,28     |
| 4     | Yiset Magali Jimenez | COL  | 45,39     |
| 5     | Bruna Viera de Jesus | BRA  | 42,74     |

Datum: 15. Juni

#### Siebenkampf
| Platz | Athletin         | Land | Punkte |
| ----- | ---------------- | ---- | ------ |
| 1     | Rocio Chaparro   | PAR  | 4968   |
| 2     | Juliana Oliveira | BRA  | 4937   |
| 3     | Paloma Cardoso   | BRA  | 4861   |

Datum: 15./16. Juni

## Abkürzungen
- WR = Weltrekord
- WU20R = U20-Weltrekord
- OR = olympischer Rekord
- YOR = olympischer Jugendrekord
- AR = Kontinentalrekord
- AU20R = U20-Kontinentalrekord
- NR = nationaler Rekord
- NU20R = nationaler U20-Rekord
- CR = Meisterschaftsrekord
- MR = Veranstaltungsrekord
- WB = Weltbestleistung
- WU20B = U20-Weltbestleistung
- WU18B = U18-Weltbestleistung
- AB = Kontinentalbestleistung
- AU20B = U20-Kontinentalbestleistung
- AU18B = U18-Kontinentalbestleistung
- NB = nationale Bestleistung
- NU20B = nationale U20-Bestleistung
- NU18B = nationale U18-Bestleistung
- PB = persönliche Bestleistung
- SB = persönliche Saisonbestleistung
- QB = Qualifikationsbestleistung
- WL = Weltjahresbestleistung
- WU20L = U20-Weltjahresbestleistung
- WU18L = U18-Weltjahresbestleistung
- DSQ = disqualifiziert (engl. Disqualified)
- DNS = Wettkampf nicht angetreten (engl. Did Not Start)
- DNF = Wettkampf nicht beendet (engl. Did Not Finish)